# Koningin van alle mensen
Koningin van alle mensen (deutsch Königin aller Menschen) ist ein Lied zur Huldigung der niederländischen Königin Beatrix, das anlässlich ihrer Abdankung am 30. April 2013 geschrieben wurde.

## Hintergrund
Initiiert wurde die Aufnahme von Albert Verlinde und Winston Gerschtanowitz. Das Produzentenduo Fluitsma & Van Tijn schrieb das Lied auf die Melodie von 15 Miljoen Mensen. Das Lied wurde am 9. April 2013 von einer Reihe niederländischer Sänger und Musiker eingesungen und am 16. April 2013 als Download veröffentlicht. Es erreichte Platz 1 der niederländischen iTunes-Charts. Die Einkünfte aus dem Verkauf der Single gehen an den Prinses Beatrix Fonds.

## Mitwirkende Künstler
| - Najib Amhali - Willeke Alberti - Frans Bauer - Jeroen van der Boom - Xander de Buisonjé - Pia Douwes - Tim Douwsma - Edwin Evers - Danny Froger | - René Froger - Winston Gerschtanowitz - Josje Huisman - Wolter Kroes - Lieke van Lexmond - Ralf Mackenbach - Danny de Munk - Sandra Reemer - Albert Verlinde |